# Lusigny
Lusigny ist eine französische Gemeinde mit 1.633 Einwohnern (Stand 1. Januar 2022) im Département Allier in der Region Auvergne-Rhône-Alpes. Sie gehört zum Arrondissement Moulins und zum Kantons Dompierre-sur-Besbre.

## Geographie
Die Gemeinde liegt in der Landschaft Sologne Bourbonnaise, etwa zwölf Kilometer östlich des Ballungsraumes von Moulins.

### Nachbargemeinden
Umgeben ist Lusigny von den Nachbargemeinden Chevagnes im Nordosten und Osten, Thiel-sur-Acolin im Südosten, Montbeugny im Süden, Yzeure im Westen und Chézy im Nordwesten und Norden.

### Gewässer
Der Ort liegt am rechten Ufer des Flusses Ozon, das Gemeindegebiet wird im Osten auch noch vom Fluss Huzarde durchquert, im westlichen Teil entspringt der Abron – alle Flüsse entwässern in den Acolin. Markant an der umgebenden Landschaft sind die vielen kleinen Teiche, zu denen die meisten Wasserläufe aufgestaut sind. Einer der Teiche liegt auch mitten im Ortsgebiet und heißt einfach l’Étang.

## Bevölkerungsentwicklung
| Jahr      | 1968 | 1975 | 1982 | 1990 | 1999 | 2006 | 2016 | 2019 |
| Einwohner | 1066 | 1295 | 1541 | 1575 | 1428 | 1581 | 1698 | 1688 |

## Sehenswürdigkeiten
- Schloss Pommay (Monument historique)[2]

## Partnergemeinden
- Gräfinau-Angstedt, Ortsteil der Stadt Ilmenau in Thüringen in Deutschland